# Дионисий (Прозоровский)
Архиепи́скоп Диони́сий (в миру Димитрий Дмитриевич Прозоровский; 9 (21) августа 1870, село Сок-Кармола, Бугурусланский уезд, Самарская губерния — 25 октября 1937, Томск) — епископ Русской православной церкви, архиепископ Ростовский и Таганрогский.

## Биография
В 1891 году окончил Самарскую духовную семинарию. Был псаломщиком.
С 1892 года священнодействовал в Самарской епархии.
В 1894 году поступил в Санкт-Петербургскую духовную академию, где принял монашество.
В 1898 году окончил академию со степенью кандидата богословия и определён преподавателем Рижской духовной семинарии.
В 1900 году — инспектор Благовещенской духовной семинарии.
В 1901 году — ректор той же семинарии в сане архимандрита.
В 1904 году — настоятель Астраханского Иоанно-Предтеченского монастыря.
В 1905—1907 года служил при Петербургском Синоде и находился в Александро-Невской лавре.
С 1907 по 1910 год — ректор Якутской Духовной Семинарии и духовного училища.
В 1910 году — смотритель Архангельского духовного училища.
6 августа 1912 года в Спасо-Преображенском монастыре города Саратова хиротонисан во епископа Петровского, викария Саратовской епархии. Чин хиротонии совершали: епископ Саратовский Алексий (Дородницын), епископ Уральский Тихон (Оболенский); епископ Козловский Григорий (Яцковский) и епископ Вольский Досифей (Протопопов).
С 16 декабря 1916 года — епископ Кустанайский, викарий Оренбургской епархии.
С 30 сентября 1919 года — епископ Челябинский и Троицкий.
Был противником начавшегося обновленчества. В мае 1922 года был арестован и этапирован в Москву. Газета «Советская правда» через месяц после ареста епископа выдала серию публикаций по его дискредитации. Обвиняли епископа в воровстве, в необузданной роскоши в то время, когда все вокруг голодают. Суд над епископом состоялся в Челябинске в апреле 1923 года. Никаких серьёзных доказательств вины епископу предъявлено не было. Но на основании дореволюционных выступлений владыки Дионисия был сделан вывод о том, что он «являет разительный пример отъявленного черносотенца, который в течение десятков лет, пользуясь своим положением и влиянием, систематически занимался реакционной политической деятельностью». Приговорён к 7 годам заключения.
После досрочного освобождения в конце июня 1925 года вновь был назначен на Челябинскую кафедру.
По поручению Патриаршего Местоблюстителя митрополита Петра (Полянского) выезжал в Троицк Оренбургской губернии для исправления ошибок своего викария, епископа Троицкого Николая (Амасийского), высказывавшегося за примирение с обновленцами и участие в их «поместном» соборе. В результате энергичных трудов епископа Дионисия, разъяснившего верующим недопустимость для православных участия в раскольничьих (в данном случае обновленческих) собраниях, на епархиальном съезде присутствовали всего три священника и два мирянина от православных.
В январе 1926 года для выяснения положения церковных дел после ареста митрополита Петра выехал в Нижний Новгород к Заместителю Патриаршего Местоблюстителя митрополиту Сергию (Страгородскому). Присутствовал при встрече 23 января Заместителя Местоблюстителя с епископом Переяславским Дамианом (Воскресенским), членом образованного инициаторами григорианского раскола Временного высшего церковного совета.
Вскоре епископ Дионисий был назначен епископом Оренбургским и Тургайским с возведением в сан архиепископа.
2 апреля 1926 года в числе 26 архипастырей подписал «Суждение» с порицанием раздорнических действий членов ВВЦС и поддержкой канонических мер прещения, принятых против них со стороны Заместителя Патриаршего Местоблюстителя.
С мая 1928 года — член Временного Патриаршего Священного Синода при Заместителе Патриаршего Местоблюстителя митрополите Сергии (Страгородском).
С 29 ноября 1928 года — архиепископ Феодосиевский, викарий Таврической епархии. Временно управлял Крымской епархией. С января 1929 года жил в Феодосии.
С 25 июня 1930 года — архиепископ Иркутский.
Сумел частично восстановить в епархии церковную жизнь, сильно пострадавшую от гонений в предшествовавшие годы, при некоторых храмах Иркутска были созданы православные сестричества, организован сбор помощи ссыльному духовенству.
2 апреля 1933 года арестован в Иркутске. 16 июня 1933 года уволен на покой.
3 сентября 1933 года назначен архиепископом Минусинским, викарием Красноярской и Енисейской епархии. В должность, очевидно, не вступил, так как до декабря того же года проживал в Иркутске.
С 3 января 1934 года — архиепископ Ачинский и Минусинский.
С 3 мая 1934 года — архиепископ Уфимский и Давлекановский.
С января 1936 года — архиепископ Ростовский и Таганрогский.
14 марта 1936 года в Батайске арестован УНКВД Азово-Черноморского края. 17 июля 1936 года Специальной коллегией Азово-Черноморского краевого суда приговорён к трём годам ИТЛ.
25 августа 1937 года был арестован, находясь в заключении. 13 октября 1937 года приговорён к расстрелу по обвинению в контр-революционной деятельности. Расстрелян 25 октября 1937 года.
Реабилитирован в августе 1989 года.